# Russell L. Ackoff
Russell L. Ackoff (Filadelfia, Estados Unidos, 12 de febrero de 1919-29 de octubre del 2009) fue un pionero y promotor del enfoque de sistemas y la investigación de operaciones aplicada al campo de las ciencias administrativas y, según sus propias palabras, un solucionador de problemas.

## Datos biográficos
Ackoff realizó sus estudios de arquitectura en la Universidad de Pensilvania, donde también recibió el doctorado en filosofía de la ciencia en 1947, bajo la dirección de C. West Churchman.
Fue pionero en el ámbito de la investigación de operaciones y profesor en diversas universidades de los Estados Unidos, entre las que destacan: Case Institute of Technology, University of Birmingham y la Wharton School de la Universidad de Pensilvania. Fue presidente de la Sociedad de Investigación de Operaciones de América (ORSA) en 1956-1957 y presidente de la Sociedad Internacional para las Ciencias de los Sistemas (ISSS) en 1987. Trabajó en colaboración con diversos especialistas en múltiples proyectos de consultoría, donde aportó el uso del enfoque sistémico y de los cuales derivó una gran cantidad de anécdotas y casos de estudio que utilizaba en sus cursos y en sus libros para ilustrar conceptos importantes. En 1976 pasó un año sabático en México, auspiciado por la UNAM, donde realizó aportaciones importantes.

## Aportes
Es coautor de uno de los primeros libros sobre investigación de operaciones. Sin embargo, posteriormente se convirtió en un importante crítico de esta disciplina y orientó sus intereses al enfoque sistémico y organizacional. En 1972, escribió un libro con Frederick "Fred" Edmund Emery, que resulta fundamental para analizar las relaciones entre el pensamiento sistémico y el comportamiento humano. Esta obra es un elemento básico para el estudio de los sistemas con propósitos.
En 1974 publicó una obra que integra una gran cantidad de sus conceptos e ideas fundamentales. Fue un impulsor de los conceptos de planeación idealizada y de formas de organización y administración basadas en la teoría de sistemas, considerando los aspectos sociales, culturales y psicológicos. Sus aportaciones se incluyen en 31 libros de los que fue autor o coautor y más de 150 artículos publicados en diversas revistas especializadas.